# Onkokepon beibuensis
Onkokepon beibuensis är en kräftdjursart som beskrevs av An, Yu och Li2006. Onkokepon beibuensis ingår i släktet Onkokepon och familjen Bopyridae. Inga underarter finns listade i Catalogue of Life.